# Portulaca filsonii
Portulaca filsonii je biljka iz porodice Portulacaceae, endemska za središnju Australiju u Sjevernom teritoriju.
Prvi ga je opisao James Hamlyn Willis 1975. godine na temelju primjerka prikupljenog u Kings Canyonu. Holotip, MEL 501441 i izotip, MEL 501455, prikupio je Willis 1966. godine. Naziv koji je prihvatilo Vijeće voditelja australazijskih herbarija kasnije je ime za Sedopsis filsonii, koje je Willis stvorio kao novu kombinaciju 1977.
Epitet vrste, filsonii, je u čast Rexu Bertramu Filsonu.
Portulaca filsonii je navedena kao "gotovo ugrožena" prema Zakonu TPWCA

## Opis
Portulaca filsonii je polegla, sukulentna višegodišnja biljka. Ima natečen korijen, a listovi su mu nasuprotni. Cvjetovi imaju cjevastu krunicu s četiri ružičasta raširena režnja. Postoje dva djelomično srasla čašična lista.

## Vanjske poveznice
- Podaci o pojavi Sedopsis filsonii iz Australazijskog virtualnog herbarija